# Slag bij Custoza (1848)
De Slag bij Custoza werd op 25 juli 1848, tijdens de Eerste Italiaanse Onafhankelijkheidsoorlog, uitgevochten tussen het leger van het koninkrijk Sardinië-Piëmont en het Zuidelijke leger van het keizerrijk Oostenrijk.

## Uitgangssituatie en afloop
Koning Karel Albert van Sardinië-Piëmont, die 1831-1849 regeerde, probeerde Italië onder zijn bewind te verenigen. Hiertoe moest hij de overheersende rol van Oostenrijk in Noord-Italië doorbreken. 
Op 25 juli 1848 stootte het door hem aangevoerde leger bij Custoza (nabij Verona) op het door veldmaarschalk Josef Radetzky aangevoerde Oostenrijkse Zuidelijke leger en leed daarbij een nederlaag. Radetzky's overwinning betekende een zware tegenslag voor de Italiaanse nationalistische beweging (de zogeheten Risorgimento) en zorgde ervoor dat Lombardije tot aan de Slag bij Solferino in 1859 bij Oostenrijk bleef.
Ter gelegenheid van de overwinning van de toen 82-jarige maarschalk Radetzky componeerde Johann Strauss sr. de Radetzkymars. Deze mars wordt nog elk jaar uitgevoerd op het Nieuwjaarsconcert van de Wiener Philharmoniker.